# Грот (Седнів)

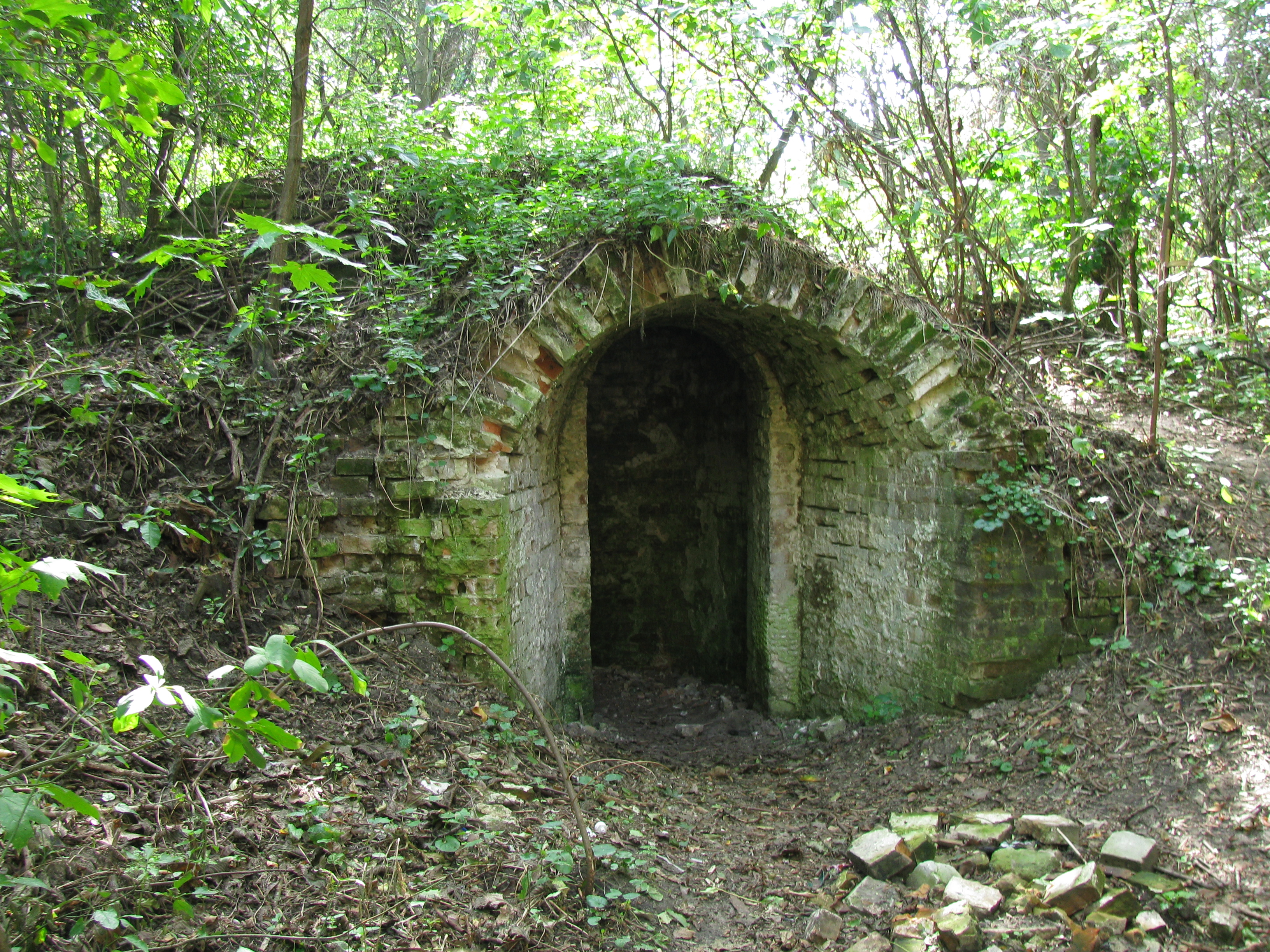
Грот (2010 р.)

Грот — напівпідземна цегляна споруда на території Садиби Лизогубів, що в смт Седнів Чернігівського району Чернігівської області. 
Розташований зі східного боку Батиєвого Валу, на краю правобережної корінної тераси річки Снов. Має два виходи: на північ та схід (нині східний вихід замурований). Інтер'єр та екстер'єр до початку ХХ століття були оздоблені річковими мушлями — «черепашками». Серед місцевих мешканців побудують також інші назви Грота — П'явочник або Ракушник. Час його спорудження слід пов'язувати з розбудовою паркового комплексу на території садиби І. І. Лизогубом (1787—1868) у першій половині ХІХ століття. Згідно з переказами, І. І. Лизогуб створив «самодіючу машину», яка постачала сад, будинок та інші приміщення водою з річки Снов та джерела, що біля підніжжя пагорба. У парку було споруджено кілька фонтанів, один з яких, названий «Гетьманом», бив струменем вище відомого петергофського «Самсона». Для того, щоб створити подібну силу струменя води і потрібна була згадана «самодіюча машина», що отримала серед седнівців назву «таран». Спершу в Гроті для води з «тарану» було облаштовано мармуровий резервуар, а в 1909 році він був замінений дерев'яним баком. Імовірно, система водопостачання садиби занепала на початку 1920-х рр. Протягом ХХ ст. пам'ятка зазнала пошкоджень та руйнації. На сьогодні Грот перебуває в аварійному стані.